# Alectryomantie

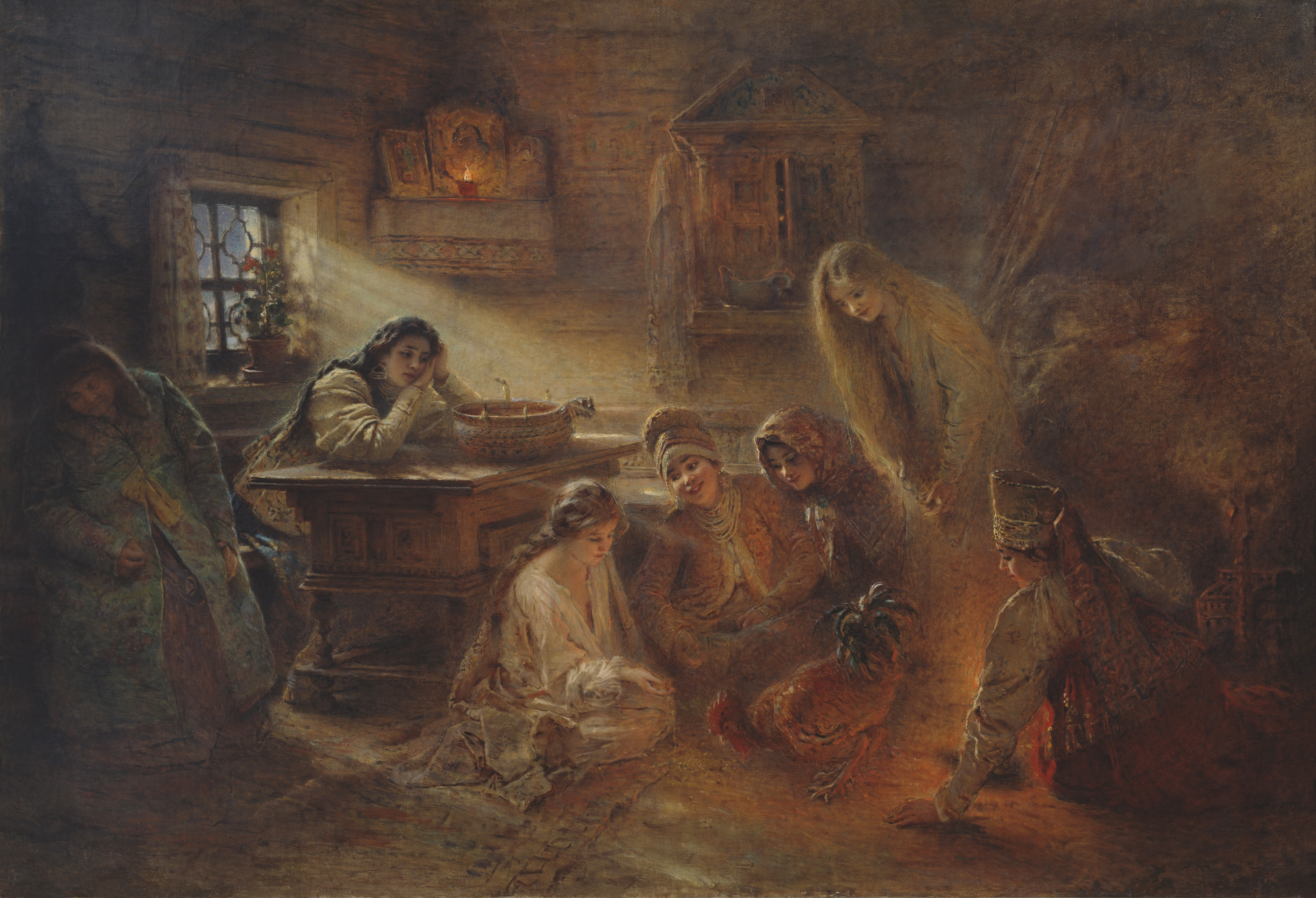
Konstantin Makowski: Weihnachtswahrsagerei: Russische Mädchen erwarten vom pickenden Hahn die Mitteilung des nächsten Hochzeitstermins

Alectryomantie, oder Alektryomantie (vom Griechischen alektor = Hahn) bezeichnet die Vorhersagung der Zukunft durch einen Vogel, zumeist eines Huhns bzw. einer schwarzen Henne oder auch eines Kampfhahns. Die Alectryomantie ist bekannt aus Afrika, aber auch aus Griechenland.
Es existieren zwei Möglichkeiten, den Vogel die Zukunft voraussagen zu lassen:
1. Getreidekörner werden lose auf die Erde gestreut, so dass das Tier die Körner aufpicken kann. Sobald es von den Körner wieder ablässt, wird das Muster der übriggebliebenen Körner gedeutet.
2. Ein Kreis wird auf den Boden gezeichnet und rundherum die Buchstaben des Alphabets geschrieben. Auf jeden dieser Buchstaben wird nun ein Getreidekorn gelegt und der Hahn in die Mitte des Kreises gesetzt. Aus den Buchstaben, von denen der Vogel das Korn herunterpickt, wird die Botschaft gelesen.